# Grönalid
Grönalid est une localité de Suède dans la commune de Vansbro située dans le comté de Dalécarlie.
Sa population était de 397 habitants en 2019.